# علي عبد الله علي الشرقاوي
علي عبد الله علي الشرقاوي (1 يناير 1995) لاعب كرة قدم بحريني يلعب حاليا لصالح نادي الدرجة الأولى الرفاع الشرقي البحريني في مركز المهاجم من 2013.

## الإنجازات
- كأس ملك البحرين (1): 2014